# Postawa polityczna
Postawa polityczna – względnie trwały stosunek jednostek lub grup społecznych do podmiotów polityki i ich działań, systemu politycznego i jego składników, elit politycznych, idei i wartości politycznych oraz decyzji politycznych.
Postawa polityczna zawiera trzy składniki:
1. Składnik poznawczy – oznacza całokształt prawdziwej i nieprawdziwej wiedzy dotyczącej systemu politycznego
2. Składnik emocjonalno–oceniający – obejmuje uczucia wobec zjawisk politycznych oraz kryteria ich wartościowania
3. Składnik behawioralny – gotowość do aktywności politycznej w oparciu o utrwalone wzorce zachowań politycznych lub pozostanie biernym wobec zjawisk politycznych.

Postawa polityczna przejawia się w formie świadomości politycznej, na którą składają się:
- Wiedza
- Oceny
- Potrzeby i postulaty będące rezultatem wzajemnych oddziaływań jednostek ludzkich i grup społecznych

Świadomość polityczna odnosi się do faktów, zjawisk i procesów życia politycznego, których przyswojenie pozwala poszczególnym podmiotom polityki na orientację w rzeczywistości społecznej i na regulację stosunków z otoczeniem.
Przedmioty świadomości politycznej:
- Potrzeby i interesy jednostek grup społecznych
- Formy indywidualnej i zbiorowej działalności politycznej ludzi, prowadzonej w celu realizacji tych potrzeb i interesów:
  - partie polityczne
  - związki zawodowe
  - samorządy
- Zasady i mechanizmy kształtowania oraz realizacji potrzeb i interesów
- Formy organizacyjne działalności:
  - zasady demokratyczne lub niedemokratyczne, sprawowania władzy publicznej
  - mechanizmy współpracy lub walki
  - kampanie wyborcze
  - instytucje kontroli władzy publicznej

Postawy polityczne kształtują się w procesach:
1. Socjalizacji politycznej
2. Edukacji politycznej

Socjalizacja polityczna zakłada zdobywanie wiedzy politycznej, niezbędnej do aktywnego uczestnictwa w życiu politycznym na zasadach:
- przyjmowania informacji od innych podmiotów
- własnej aktywności intelektualnej i praktycznej

Na proces socjalizacji politycznej, poprzez oddziaływanie na jednostki i wpajanie wzorców postaw i zachowań ludzkich mają wpływ:
- rodzina
- szkoła
- organizacje społeczne
- kręgi towarzyskie

Edukacja polityczna - składnik socjalizacji politycznej:
- obejmuje oddziaływanie celowe, zaplanowane, zgodne z regułami pedagogiki, przeprowadzone przez wyspecjalizowane instytucje oświatowo – wychowawcze
- zorientowana jest na ciągłe kształtowanie świadomości, postaw i kultury politycznej jednostek ludzkich i zbiorowości społecznych
- nastawiona jest na przekazywanie i utrwalanie elementów wiedzy o polityce i systemie politycznym (zgodnie z potrzebami podmiotów polityki, a zwłaszcza podmiotów władzy politycznej)
- kształtowanie pozytywnych nastawień emocjonalnych
- kształtowanie wzorców zachowań wspierających system polityczny

Jednostki przyswajają sobie występującą w środowisku politycznym wiedzę o wartościach, normach i wzorcach zachowań politycznych. Jednocześnie podlegają presji otoczenia skierowanej na podjęcie zachowań zgodnych z obowiązującymi formalnie lub nieformalnie standardami.
W tym samym czasie podmioty polityki, świadome doniosłości postaw politycznych dążą do kształtowania w społeczeństwie świadomości politycznej funkcjonalnej wobec swoich ideologii, doktryn i programów politycznych.